# Direct Volume Rendering Equation
Inom fältet datorgrafik är Direct Volume Rendering equation eller DVR ekvationen den ekvation som används för rendering av volymdata. Förenklingar av denna ekvation används inom Ray casting. För intresserade kan Marcus Jonssons examensarbete vara av intresse .
Volymekvationen kan skrivas :
{\displaystyle I(D)=I_{0}e^{-\int _{S_{0}}^{D}k(t)dt}+\int _{S_{0}}^{D}q(S)e^{-\int _{S}^{D}k(t)dt}dS}
där
- {\displaystyle I(D)} är ljusintensiteten vid position D.
- {\displaystyle D} är ögats position.
- {\displaystyle I_{0}} är ljusstrålens intensitet vid den punkt som ray-strålen går in i volymen.
- {\displaystyle k(t)} är opacitet.
- {\displaystyle e^{-\int _{S_{0}}^{D}k(t)dt}} är transparensen.
- {\displaystyle \int _{S_{0}}^{D}q(S)e^{-\int _{S}^{D}k(t)dt}} Är objektets totala emission och absorption (från ray-strålens start till ögat).